# マーラー 君に捧げるアダージョ
『マーラー 君に捧げるアダージョ』（マーラー きみにささげるアダージョ、Mahler auf der Couch）は、2010年のドイツ・オーストリアの伝記映画。
監督はパーシー・アドロンとフェリックス・アドロン、出演はヨハネス・ジルバーシュナイダーとバーバラ・ロマーナーなど。
作曲家グスタフ・マーラーとその妻アルマの愛と葛藤を描いている。

## ストーリー
1910年、19歳下の妻アルマが若い建築家グロピウスと愛し合っていることを知り、激しい衝撃を受けた作曲家グスタフ・マーラーは、高名な精神分析医フロイトの診察を受ける。そして、これまでの人生、特にアルマとの愛について語り始めるが、フロイトはマーラーに罪の自覚はないのかと問い質す。

## キャスト
- グスタフ・マーラー: ヨハネス・ジルバーシュナイダー（ドイツ語版）
- アルマ・マーラー: バーバラ・ロマーナー（ドイツ語版）
- ジークムント・フロイト: カール・マルコヴィクス
- アンナ・モル: エーファ・マッテス（ドイツ語版） - アルマの母。
- ユスティーネ・マーラー＝ロゼ: レナ・シュトルツェ（ドイツ語版） - グスタフの妹。
- ヴァルター・グロピウス: フリードリヒ・ミュッケ

## 劇中音楽
- グスタフ・マーラー作曲
  - 交響曲第10番（未完）第1楽章 アダージョ
  - 交響曲第5番 第4楽章 アダージェット
  - 交響曲第4番 第3楽章

- アルマ・マーラー作曲
  - Ich wandle unter Blumen（私は花の下をさすらう）

## 作品の評価
Rotten Tomatoesによれば、6件の評論のうち高評価は50%にあたる3件で、平均点は10点満点中5.4点となっている。Metacriticによれば、3件の評論のうち高評価は2件となっている。